# 藤真拓哉
藤真拓哉（日语：／ Fujima Takuya，6月22日—）是日本漫画家，也有繪畫插畫，獨自經營同人團體「ESSENTIA」。
最初畫成人漫畫起家，在講談社《月刊Magazine Z》刊載讀切漫畫《Hybrid Angel》（Hybrid Angel）為首次在少年漫畫雜誌刊載漫畫。從《貓國春秋》開始一改繪畫人物的畫風，從妖豔畫風改為萌系畫風。從《熱風海陸 The Rising》開始，主要創作較大部頭作品的改編漫畫。他愛貓及貓耳成癡，讓自家的蘇格蘭摺耳貓在《貓國春秋》中登場。

## 簡歷
2007年11月，藤真拓哉在《Megami MAGAZINE》的專訪中說，他唸大學的時候一直默默看著朋友們畫的漫畫，有個朋友對他說「你也來畫畫看啦」，於是他試著畫了女孩子的畫，意外地大受歡迎，從此一直畫美少女，但當時畫風是「比較寫實的畫風」。他開始畫的2年後，受朋友邀請，開始畫同人誌。大學4年之中，他接了動畫師的打工大約1年，也繼續畫同人誌，難以決定要做動畫師或漫畫家或自由插畫家。直到他在一次同人誌即賣會受美少女雜誌編輯邀請畫封面圖，與當時他自認「我比較擅長畫一張張努力製作的圖」的思考方向相符，從此將創作領域集中於漫畫與插畫。他說，他畫原創漫畫與改編漫畫，因此容易受到原作影響，甚至經常刻意改變畫風；所以他現在的畫風「應該是很近期才確立下來的」，他現在的畫風差不多就是「《熱風海陸 The Rising》加上《魔法老師!?neo》，除以2」的感覺。他說，他喜歡的角色類型是個性活潑、虎牙、貓耳的美少女，喜歡的角色服裝是迷你裙。
2017年9月，藤真拓哉赴新加坡出席Singapore Toy, Game & Comic Convention（STGCC），為其首次海外公開活動。

## 作品列表

### 漫畫
成人向
- 《約束～給所愛的人～》（MESSAGE －愛しい人へ－）：富士美出版1998年2月1日初版發行，全一集，ISBN 4-89421-255-2；龍成出版代理中文版2002年2月初版發行，ISBN 957-462-184-7
- 《世紀末狂想曲》（JUDGEMENT）：櫻桃書房1998年12月15日初版發行，全一集，ISBN 4-7567-0734-3；尊龍出版社代理台灣中文版，ISBN 957-0426-59-4

一般向
- 《D'v極度任務》（D'v（ディーヴァ））：講談社發行，全三集，台灣東販代理中文版
- 《貓國春秋》（Free Collars Kingdom）：講談社發行初版，一迅社發行新裝版，初版全三集，新裝版全二集，東立出版社代理初版台灣中文版，天下出版代理初版香港中文版，東立出版社譯為《貓國春秋》，天下出版譯為《夢幻貓物語》
- 《靈異情人》（ツイてるカノジョ）：雜破業原作，角川書店發行，全二集，台灣角川代理中文版
- 《熱風海陸 The Rising》（熱風海陸ブシロードThe Rising）：武士團（Gainax、Takara、Broccoli）原作，實彌島巧編劇，JIVE發行，全四集，東立出版社代理中文版
- 《EVE new generation》（EVE new generation）：EVE new generation製作委員會原作，角川書店2006年11月10日初版發行，全一集，ISBN 4-04-713880-0
- 《魔法老師!?neo》（ネギま!?neo）：赤松健原作，SHAFT監修，講談社發行，東立出版社代理中文版
- 《THE IDOLM@STER Break!》（アイドルマスターブレイク！）：南夢宮萬代遊戲原作，講談社發行，全四集
- 《魔法少女奈葉ViVid》（魔法少女リリカルなのはViVid）：都築真紀原作，角川書店發行，全二十集，台灣角川代理中文版
- 《DOG DAYS》（DOG DAYS）：都築真紀原作，角川書店2011年10月26日初版發行，全一集，ISBN 978-4-04-715806-1
- 《魔法少女奈葉Reflection THE COMICS》（魔法少女リリカルなのはReflection THE COMICS）：都築真紀原作，角川書店發行，全二集

### 插畫
成人遊戲
- 《失落的回憶》（ロストメモリーズ）原畫
- 《妖獸俱樂部2》（妖獣クラブ 2）（原畫：、宮太一朗、椛島洋介、大澤、（Shiwasu）、藤真拓哉）
- 《老·師 3》（せ・ん・せ・い 3）（原畫：宮太一朗、藤真拓哉）

一般遊戲
- 卡片遊戲《水瓶戰記》（Saga3）
- 街機遊戲《水瓶戰記 Alternative》（アクエリアンエイジ オルタナティブ）
- PS2遊戲《Gift 〜prism〜》初回限定版特典插畫
- 卡片遊戲《Weiß Schwarz》插畫（《Little Busters!》、《Little Busters! EX》、《魔法少女奈葉StrikerS》）
- PS2遊戲《D.C.I.F.》插畫
- NDS遊戲《水瓶戰記 Perpetual Period》（アクエリアンエイジ Perpetual Period）插畫
- 線上遊戲《希望Online》交換卡片遊戲插畫（第7彈、第8彈）
- 山佐彈珠機《Smile☆Shooter》（スマイル☆シューター）插畫
- GigasDrop.電腦遊戲《Project Gossip/Sick》插畫
- Love Live! 學園偶像祭 Kirakira☆转入生festival 樱坂雫 插画[2]
- 交換卡片遊戲《Battle Spirits》
- 交換卡片遊戲《卡片戰鬥先導者》
- 交換卡片遊戲《Z/X》

輕小說
- 《背叛者 〜命運的收買人〜》（反逆者～ウンメイノカエカタ～）（作者：彌生翔太）
- 《掀起世界危機！》（作者：佐藤了）
- 《R-15》
- 《我的公主令人寒心…。》（ウチの姫さまにはがっかりです…。）（作者：鈴木鈴）
- 《迷途英雄的異世界召喚》（まちがい英雄の異世界召喚）
- 《深青都市》（作者：紗紗亞璃須）
- （作者：片桐敬麿）
- 《戰翼的希格德莉法》原作小說 Rusalka、Sakura（作者：長月達平）

### 電視動畫相關插畫
- Tales of Phantasia 插畫集
- Tales of Phantasia 漫畫（vol.1&2封面）
- Tales of Phantasia 四格KINGS（vol.1&2封面）
- 《姊妹宣言》（其中3冊封面）
- Fate/hollow ataraxia 漫畫 vol.8（封面）
- 電視動畫《向陽素描×365》第6話提供背景插圖
- 電視動畫《魔法少女小圓》第8話預告插畫
- 電視動畫《快盜天使雙胞胎》第8話片尾插畫
- 電視動畫《輪迴的拉格朗日》第2話片尾插畫
- 電視動畫《問題兒童都來自異世界？》第4話片尾插畫
- 電視動畫《悠悠式》第3話片尾插畫
- 池本酒造「藤真拓哉×池本酒造」組合包[3]
- 電視動畫《如果折斷她的旗》第2話片尾插畫
- 電視動畫《黑色子彈》天誅少女設計、第8話片尾插畫
- 《角川漫畫學習系列 日本的歷史 第6集：二分的朝廷》封面插畫[4]
- 電視動畫《請問您今天要來點兔子嗎？？》第11話片尾插畫
- 電視動畫《不正經的魔術講師與禁忌教典》第九話片尾插畫

### 電視動畫參與作品
- 戰翼的希格德莉法 人物原案[5]
- 百慕達三角～多彩田園曲～人物原案
- IDOLiSH7友情協力
- ViVid Strike!人物原案
- Extreme Hearts人物原案

### 畫集
- 《藤真拓哉畫集 ViVidcolor》（藤真拓哉画集 ViVidcolor）：角川書店2012年3月26日發售、ISBN 978-4-04-854716-1
- 《藤真拓哉畫集 ViVidgirls》（藤真拓哉画集 ViVidgirls）：角川書店2012年9月26日發售、ISBN 978-4-04-110213-8
- 《藤真拓哉畫集 ViVidstyle》（藤真拓哉画集 ViVidstyle）：角川書店2014年10月25日發售、ISBN 978-4-04-101930-6
- 《藤真拓哉畫集 ViVidgarden》（藤真拓哉画集 ViVidgarden）：角川書店2016年10月26日發售、ISBN 978-4-04-104434-6
- 《藤真拓哉畫集 ViVidmemorial》（藤真拓哉画集 ViVidmemorial）：角川書店2018年6月25日發售、ISBN 978-4-04-106485-6
- 《Sweet My Dolce ~藤真拓哉 ART WORKS~》（Sweet My Dolce ~藤真拓哉 ART WORKS~）：廣濟堂出版2019年10月31日發售、通常版 ISBN 978-4-331-90224-0、初回限定版 ISBN 978-4-331-90223-3

## 外部連結
- （日語）藤真拓哉官方網站 （页面存档备份，存于）
- 藤真拓哉的X（前Twitter）
- 藤真拓哉的pixiv